# Guerre hybride
La guerre hybride est une stratégie militaire qui allie des opérations de guerre conventionnelle, de guerre asymétrique (appelée également guerre irrégulière), de cyberguerre et d'autres outils non conventionnels tels que la désinformation.

## Définitions
Il n'existe pas de définition acceptée par tous, ce qui mène au débat de l'utilité du terme.
Certains disent que le terme est trop abstrait et que la définition à laquelle on doit se référer est celle de guerre irrégulière pour contrer une force supérieure utilisant une guerre conventionnelle.
L'abstraction du terme signifie qu'il est souvent utilisé comme un terme pour unifier toutes les menaces non linéaires,,.
La guerre hybride est une guerre ayant les aspects suivants :

### Adversaire hybride, composite, complexe et fluide
Un adversaire hybride n'est pas, en apparence du moins, un État ou une puissance conventionnelle,,.
Une des caractéristiques principales de la guerre hybride est qu'elle tente de revêtir l'apparence d'une guerre civile ou d'une guérilla afin de recouvrir une guerre conventionnelle non déclarée. Selon le chercheur Elie Tetenbaum, l'un des modes répandus de guerre hybride est l'instigation d'un conflit par une "puissance conventionnelle", qui n'opère pas de manière officielle mais utilise une "composante irrégulière" qu'est la population civile d'une autre puissance conventionnelle qu'on cherche à affaiblir. Ainsi, selon l'auteur la guerre hybride consiste à "faire de la composante irrégulière la force principale tandis que la puissance régulière fournit un soutien logistique et financier".
Par exemple, pendant le conflit israélo-libanais de 2006 et la guerre civile syrienne, les adversaires principaux sont des entités non étatiques.
Ces acteurs peuvent soit faire une guerre par procuration pour d'autres pays soit avoir leurs propres intérêts.
Par exemple, l'Iran est un soutien du Hezbollah, mais c'est l'agenda du Hezbollah et non celui de l'Iran qui a conduit à l'enlèvement de soldats israéliens et donc provoqué la guerre entre Israël et le Hezbollah.
D'un autre côté, l'implication russe au Donbass est parfois décrite comme un acteur étatique traditionnel menant une guerre hybride. Elle utilise cependant un acteur local et donc est aussi une guerre par procuration.
L'adversaire non standard peut impliquer des soldats et du matériel militaire sans emblèmes qui opèrent sur un territoire étranger.

### Utilisation de méthodes conventionnelles et non conventionnelles
Les méthodes et les tactiques employées combinent les armes conventionnelles et les armes non conventionnelles (munitions qui peuvent inclure l'énergie nucléaire, biologique, chimique et engins explosifs improvisés, etc.), de tactiques irrégulières, d'actions terroristes, de violence indiscriminée et d'activités criminelles.
Un adversaire hybride réalise aussi des actions clandestines (comme des actions terroristes sous fausse bannière) pour éviter d'en être accusé.
Ces méthodes sont utilisées simultanément durant le conflit avec une stratégie unifiée.
Par exemple, l'État islamique utilise simultanément des tactiques mixtes des actions terroristes et d'autres possibilités,,

### Flexibilité et adaptation rapide comme traits de l'adversaire hybride
Par exemple, la réponse de l'État islamique à la campagne de bombardements des États-Unis a été de réduire rapidement le nombre de points de contrôle et de longs convois et de les remplacer par l'utilisation de téléphones mobiles.
Les militants se dispersent aussi au milieu de la population civile.
Les dommages collatéraux des bombardements touchant des civils peuvent donc être un moyen efficace de recrutement,.

### Utilisation des systèmes d'armes avancés et d'autres technologies de rupture
Ces armes peuvent maintenant être achetées à faible prix,, et de nouvelles technologies sont adaptées au champ de bataille comme les réseaux cellulaires.
En 2006, le Hezbollah était armé d'armes de haute technologie comme des missiles de haute précision, des armes typiquement utilisées par les États-nations.
Les forces du Hezbollah ont ainsi abattu des hélicoptères israéliens, endommagé sérieusement un bateau de patrouille avec un missile de croisière et détruit des tanks en tirant des missiles guidés à partir de bunkers.
Elles ont aussi utilisé des drones pour recueillir des renseignements, communiqué avec des téléphones chiffrés et surveillé les mouvements des troupes israéliennes avec des équipements de vision nocturne,.

### Utilisation des outils de communication de masse et de la propagande en tant qu'armes
Le développement des réseaux de communication de masse offre des outils puissants de propagande et de recrutement et aussi des possibilités de cyberattaques et d'opérer des campagnes de désinformation.

### Trois champs de bataille distincts
Il y trois champs de bataille dans la guerre hybride : 
- le champ de bataille conventionnel,
- la population indigène de la zone de conflit
- la communauté internationale[7],.